# Giocondo Storni
Giocondo Storni OFMCap (* 4. Dezember 1817 in Bigorio bei Capriasca; † 8. Jänner 1898 in Ponte Capriasca) war ein Schweizer römisch-katholischer Geistlicher.

## Leben
Giocondo Storni, Sohn von Serafino Storni und dessen Ehefrau Rosa, geb. Rovelli, trat 1839 dem Kapuzinerorden bei und war als Weltgeistlicher tätig. Hierbei unterrichtete er von 1852 bis 1855 als Religionslehrer am kantonischen Gymnasium in Lugano. Im Jahr 1861 wurde er Pfarrer von Osco, 1876 Pfarrer in Quinto und 1884 Pfarrer in Ponte Capriasca. Gegen Ende seines Lebens beschäftigte er sich mit Kirchengeschichte und veröffentlichte ein Kompendium zu diesem Thema.

### Streit um Schulreform
Giacondo Storni lehnte eine Schulreform strikt ab, die konfessionsunabhängige Staatsschulen vorsah, und bekämpfte diese so heftig, dass die radikale Regierung ihn 1855 aus dem Kloster von Lugano in das Kloster von Faido strafversetzte. Als redaktioneller Mitarbeiter des Blattes Il credente cattolico veröffentlichte er unter anderem seine Streitschriften Religione e patria (1854) und Erudimenti di fede e morale cristiana (1856), in denen er gegen den Philosophieunterricht des italienischen Exilanten Carlo Cattaneos am Luganer Gymnasium polemisierte.

## Schriften (Auswahl)
- Religione e patria. Lugano: Veladini & Co. (tip.), 1854.
- Erudimenti di fede e morale cristiana adatti alle esigenze dei tempi. Lugano: Tipografia e libreria Traversa e Degiorgi, 1856.
- Un epilogo, ossia risposta a' suoi critici. 1856.
- Ostracismo del padre Giocondo Storni da Bigorio dell'ordine dei cappuccini. Tip. Traversa e Degiorgi, 1856.
- Atti del processo correzionale incoato contro l'ex-francescano Giocondo Storni dal Rigorio ora curato di Osco: imputato di diffomazione, ingiuria ed offesa alla memoria del defunto Pietro Pedrini di Osco, e sua famiglia superstite ed a danno dei rigori Carlo e Ferdinando Pedrini di Osco, negozianti in Faido. Locarno: Mariotta, 1872.
- Discorso recitato dal m. r. don Giocondo Storni, parroco d'Osco, nell'adunanza della società cantonale di Pio IX il 3 agosto 1874 in Faido. Tipografia Traversa e Degiorgi, 1874.
- Alla diletta memoria del fu Rev. mo D. Guglielmo Celio parroco d'Airolo e Vicario Capitolare. Locarno: Tip. della Libertà, 1879.
- Compendio della storia della chiesa nella sua costituzione, nei suoi dommi, nei suoi precetti e nelle sue istituzioni esposta in forma apologetica, compilata su quella del Businger. Einsiedeln: Benziger, 1896.
- Le vite dei santi per tutti i giorni dell'anno illustrate ogni giorno da una incisione, un riflesso e una preghiera. Benziger, 1896.